# PGAシニアツアー
PGAシニアツアーとは、日本プロゴルフ協会 (PGA)が運営するシニアゴルフツアーの名称。PGA会員で満50歳以上のプロゴルファーが参加できる。

## 概要
日本のシニアゴルフツアーが始まったのは、1988年である。1988年には11試合、賞金総額1億9092万円で開催された。バブル景気による後押しもあり、1991年には年間25試合、賞金総額8億3300万円まで増えるが、バブル崩壊後はスポンサー撤退等により試合数は減少。1999年には僅か年間3試合にまで減少する。
2000年代に入ってからは、青木功、中島常幸、高橋勝成、尾崎直道、倉本昌弘、飯合肇といった往年の名プレーヤー達がシニアツアーに参加し、徐々に人気を盛り返す。後援競技等も含めて年間15～20試合規模で開催され、賞金総額もかつての最盛期と同等にまで回復している。
シニアツアーの特徴は、男子レギュラーツアーと異なり、選手とギャラリーの距離が近いことが挙げられる。試合前や試合後だけでなく、観戦中にも積極的なファンサービスを行っている。また、選手間の雰囲気もレギュラーツアーとは違い、互いにリラックスした和やかなムードである。レギュラーツアーのトーナメントは、3日間または4日間で開催されるのが通常だが、シニアツアーは2日間で開催されるものも多く、予選カットが少ないという面もそうした空気を醸成している。また、60代の選手になってくると、エージシュート（自身の年齢以下のスコアでラウンドすること）の可能性があり、そうした部分もシニアツアーの魅力として挙げられる。
50代を迎えシニアツアーに参加する権利を得た選手でも、当面はレギュラーツアーと掛け持ちで参戦するケースが多い。一方で、尾崎将司のようにレギュラーツアーにこだわり、シニアツアーには一切参戦しない選手もいる。
2000年から2004年までは高橋勝成が4年連続賞金王を獲得し一時代を築いた。2006年から2015年の間は「シニアの鉄人」と呼ばれる室田淳が4度の賞金王に君臨。2016年から2018年まではプラヤド・マークセンが3年連続賞金王に輝くなど、激しい争いが繰り広げられている。

## シード枠・ツアー出場できる優先順位
1. 永久シード所持者（下記のいずれかに該当する者）
  - 1973年の国内レギュラーツアー制度施行後に通算25勝以上
  - 海外3大メジャータイトル（全米プロシニアゴルフ選手権、全米シニアオープン、全英シニアオープン ）のいずれかに優勝した者
2. 前年度シニアツアー賞金ランキング上位30名（翌年1年間）
3. メジャータイトル優勝者（翌年から3年間）
  - 対象試合：日本プロゴルフシニア選手権、日本シニアオープン
4. 賞金ランキング1位（翌年から3年間）
5. 当該シニアツアートーナメント優勝者
  - 当該トーナメントのシード権：翌年から3年間
  - ツアーシード権：当該年度の残り試合及び翌年1年間
6. 前年度シニアツアー賞金ランキング30位以内のPGA会員外の上位5名（翌年1年間）
7. 主催者の推薦がある者（最大10名以内）
8. シニアツアー予選会ランキング1位（その年1年間）
9. レギュラーツアーで2勝以上、又はレギュラーツアーのメジャータイトルで1勝している者（本人が選択した1年間）
  - メジャータイトル対象試合：日本プロゴルフ選手権、日本オープン、ゴルフ日本シリーズ、日本ゴルフツアー選手権、日本マッチプレー選手権、PGAフィランソロピートーナメント
  - レギュラーツアーの優勝経験者は、1973年の国内レギュラーツアー制度施行後に全国レベルの選手選考基準による競技で優勝した者（関東プロゴルフ選手権・関西プロゴルフ選手権の優勝者を含む）。地区オープンのうち、関東オープン・関西オープンについては1970年の大会までレギュラーツアーの優勝と同格扱いとなっている。
10. 実績が顕著な者でPGAツアー競技管理委員会が承認した者
11. 当該シニアツアートーナメント上位5位以内の者（翌年1年間）
12. シニアツアー予選会ランキング2位～10位までの者
13. シニアツアー未登録者を除く生涯獲得賞金ランキング上位20名（資格行使年度を最大10回まで選択できる）
  - 国内レギュラーツアー及びシニアツアーの合算
14. シニアツアー予選会ランキング上位者（11位以下）

## 開催履歴

### シニアツアー競技
2014年
- 金秀シニア沖縄オープンゴルフトーナメント
- 〜シニアを元気に!!〜 KYORAKU MORE SURPRISE CUP
- スターツシニアゴルフトーナメント
- ISPS HANDA CUP フィランスロピーシニアトーナメント
- マルハンカップ 太平洋クラブ シニア
- ファンケルクラシック
- コマツオープン2014
- 日本プロゴルフシニア選手権大会
- 日本シニアオープンゴルフ選手権競技
- 富士フイルムシニアチャンピオンシップ
- いわさき白露シニアゴルフトーナメント

2013年
- 金秀シニア沖縄オープンゴルフトーナメント
- ISPS HANDA CUP 五月晴れのシニアマスターズ
- 〜シニアを元気に!!〜 KYORAKU MORE SURPRISE CUP
- スターツシニアゴルフトーナメント
- ISPS HANDA CUP フィランスロピーシニアトーナメント
- ファンケルクラシック
- ISPS HANDA CUP 秋晴れのシニアマスターズ
- コマツオープン2013
- 日本プロゴルフシニア選手権大会
- 富士フイルムシニアチャンピオンシップ
- いわさき白露シニアゴルフトーナメント

2012年
- スターツシニアゴルフトーナメント
- ISPS HANDA CUP 灼熱のシニアマスターズ
- ファンケルクラシック
- コマツオープン2012
- ISPS HANDA CUP 秋晴れのシニアマスターズ
- 日本プロゴルフシニア選手権大会
- 日本シニアオープンゴルフ選手権競技
- 富士フイルムシニアチャンピオンシップ

2011年
- トータルエネルギーCUP PGAフィランスロピーシニアトーナメント
- ファンケルクラシック
- 皇潤クラシックシニアオープントーナメント
- コマツオープン2011
- 榊原温泉ゴルフ倶楽部シニア
- 皇潤CUP 日本プロゴルフシニア選手権大会
- 日本シニアオープンゴルフ選手権競技
- 富士フイルムシニアチャンピオンシップ

2010年
- スターツシニアゴルフトーナメント
- 榊原温泉ゴルフ倶楽部シニアオープン
- PGA HANDA CUP フィランスロピーシニアトーナメント
- 皇潤クラシックシニアオープントーナメント
- ファンケルクラシック
- コマツオープン2010
- 日本プロゴルフシニア選手権大会
- 日本シニアオープンゴルフ選手権競技
- 富士フイルムシニアチャンピオンシップ
- HANDA CUP シニアマスターズ（欧州シニアツアーとの共催）

2009年
- ファンケルクラシック
- コマツオープン2009
- 日本プロゴルフシニア選手権大会
- 富士フイルムシニアチャンピオンシップ
- 日本シニアオープンゴルフ選手権競技
- PGA HANDA CUP フィランスロピーシニアトーナメント

2008年
- スターツシニアゴルフトーナメント
- ファンケルクラシック
- コマツオープン2008
- 小林旭インビテーショナル三甲シニアゴルフトーナメント in 榊原温泉
- 日本プロゴルフシニア選手権大会
- 富士フイルムシニアチャンピオンシップ
- 日本シニアオープンゴルフ選手権競技
- 鬼ノ城シニアオープン
- PGA HANDA CUP フィランスロピーシニアトーナメント

2007年
- アデランスウェルネスオープン
- ファンケルクラシック
- ビックライザックシニアオープン
- PGA HANDA CUP フィランスロピーシニアトーナメント
- コマツオープン2007
- 日本シニアオープンゴルフ選手権競技
- 鬼ノ城シニアオープン

2006年
- アデランスウェルネスオープン
- PGAフィランスロピーリボーネストシニアオープン
- ファンケルクラシック
- 日本プロゴルフシニア選手権大会
- 日本シニアオープンゴルフ選手権競技
- 鬼ノ城シニアオープン

2005年
- オーベルストシニアオープンゴルフ・シリーズ
- アデランスウェルネスオープン
- ファンケルクラシック
- アルデプロカップ 清里シニアオープンゴルフトーナメント
- PGAフィランスロピーリボーネストシニアオープン
- 第44回日本プロゴルフシニア選手権大会コマツカップ
- 第15回日本シニアオープンゴルフ選手権競技
- 鬼ノ城シニアオープン

2004年
- 第8回キャッスルヒルオープン
- アデランスウェルネスオープン
- PGAフィランスロピーリボーネストシニアオープン
- ファンケルシニアクラシック
- 第43回日本プロゴルフシニア選手権大会コマツカップ
- 第14回日本シニアオープンゴルフ選手権競技

2003年
- キャッスルヒルオープン
- アデランスウェルネスオープン
- ファンケルシニアクラシック
- 日本プロゴルフシニア選手権大会コマツカップ
- PGAフィランスロピービックライザックシニアトーナメント
- 日本シニアオープンゴルフ選手権競技

2002年
- キャッスルヒルオープン
- アデランスウエルネスオープン
- ファンケルシニアクラシック
- 日本プロゴルフシニア選手権大会コマツカップ
- PGAフィランスロピービックライザックシニアトーナメント
- 日本シニアオープンゴルフ選手権競技

2001年
- キャッスルヒルオープン
- ファンケルシニアクラシック
- 藤田観光オープンゴルフトーナメント
- 日本プロゴルフシニア選手権大会
- コマツオープン 2001
- 日本シニアオープンゴルフ選手権競技

2000年
- キャッスルヒルオープン
- 藤田観光オープンゴルフトーナメント
- コマツオープン 2000
- 日本シニアオープンゴルフ選手権競技
- 日本プロゴルフシニア選手権大会

1999年
- キャッスルヒルオープン
- 日本プロゴルフシニア選手権大会
- 日本シニアオープンゴルフ選手権競技

### シニア後援競技
金秀シニア沖縄オープンゴルフトーナメントのようにシニア後援競技として開催されていたものが、レギュラーツアーに昇格する例もある。
- 協和のアガリクス茸仙生露杯杉原輝雄シニアクラシック
- 全日空石垣島シニアプロ・アマトーナメント
- アサヒ緑健カップTVQシニアオープン
- オールドマンパーシニアオープン
- アサヒ緑健カップHTBシニアクラシックオープン
- 東京タワーシニア
- TPCシニア

### グランド・ゴールド競技
60歳以上のグランドシニア、68歳以上のゴールドシニアを対象とした競技会。
- 日本プロゴルフゴールドシニア選手権
- 関東プロゴルフゴールドシニア選手権
- 関西プロゴルフゴールドシニア選手権
- 日本プロゴルフグランドシニア選手権
- 関東プロゴルフグランドシニア選手権
- 関西プロゴルフグランドシニア選手権
- 日本グランドゴールドユニデンシリーズ

### シニアツアー競技予選会
毎年2月から3月にPGAシニアツアー1次予選会が数会場で開催され各会場戦績上位者がPGAシニアツアー最終予選に進む。
PGAシニアツアー最終予選会は4月上旬に開催される。

## 歴代賞金王
出典
- 社団法人日本プロゴルフ協会 シニアツアー各種ランキング
- ゴルフダイジェスト・オンライン

| 年度   | 賞金王                     | 獲得賞金 (円) |
| ------ | -------------------------- | ------------- |
| 2023年 | 宮本勝昌                   | 50,112,500    |
| 2022年 | プラヤド・マークセン       | 61,281,632    |
| 2021年 | 篠崎紀夫                   | 34,081,521    |
| 2020年 | 寺西明                     | 19,019,464    |
| 2019年 | タワン・ウィラチャン       | 47,388,525    |
| 2018年 | プラヤド・マークセン       | 75,361,400    |
| 2017年 | プラヤド・マークセン       | 70,004,791    |
| 2016年 | プラヤド・マークセン       | 62,278,000    |
| 2015年 | 室田淳                     | 59,726,999    |
| 2014年 | 倉本昌弘                   | 39,292,451    |
| 2013年 | 室田淳                     | 62,074,000    |
| 2012年 | 尾崎直道                   | 34,859,750    |
| 2011年 | 金鍾徳（キム・ジョンドク） | 36,970,000    |
| 2010年 | 倉本昌弘                   | 48,530,599    |
| 2009年 | 尾崎健夫                   | 33,055,000    |
| 2008年 | 飯合肇                     | 46,275,833    |
| 2007年 | 室田淳                     | 38,400,000    |
| 2006年 | 室田淳                     | 42,700,000    |
| 2005年 | 三好隆                     | 24,420,000    |
| 2004年 | 横島由一                   | 22,743,000    |
| 2003年 | 高橋勝成                   | 35,425,000    |
| 2002年 | 高橋勝成                   | 19,321,500    |
| 2001年 | 高橋勝成                   | 29,087,500    |
| 2000年 | 高橋勝成                   | 16,866,666    |
| 1999年 | グラハム・マーシュ         | 10,000,000    |
| 1998年 | 金井清一                   | 13,383,000    |
| 1997年 | 中山徹                     | 15,162,500    |
| 1996年 | 金井清一                   | 14,448,666    |
| 1995年 | 金井清一                   | 18,586,500    |
| 1994年 | 金井清一                   | 26,892,750    |
| 1993年 | 金井清一                   | 39,813,750    |
| 1992年 | 天野勝                     | 47,123,261    |
| 1991年 | 石井裕士                   | 52,262,050    |
| 1990年 | 内田繁                     | 31,364,994    |
| 1989年 | 内田繁                     | 13,513,470    |
| 1988年 | 内田袈裟彦                 | 10,872,500    |